# Wild Bunch (entreprise)
Cet article concerne la société de distribution et de ventes internationales. Pour les homonymes, voir The Wild Bunch.
Wild Bunch est une société européenne indépendante de distribution cinématographique et de production, cotée en bourse en Allemagne.
Wild Bunch a été créée en 2002 par les anciens dirigeants et fondateurs de StudioCanal. Basée à Berlin et à Paris et forte d’une équipe de plus de 100 personnes, Wild Bunch, qui gère un catalogue de plus de 2200 titres, propose une gamme de services à la production allant de la distribution directe (salle, vidéo, TV…) en France, en Italie, en Allemagne et en Espagne, aux ventes internationales de films et de séries TV, à la coproduction financière et la distribution électronique.

## Activités

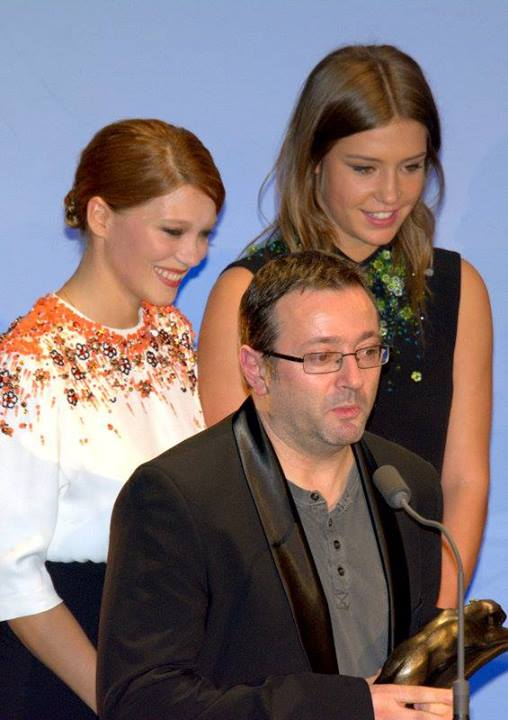
Vincent Maraval, cofondateur de Wild Bunch.

Déjà acteur majeur dans le domaine des ventes internationales, Wild Bunch a développé un réseau de distribution pan-européen et est distributeur direct en France en salles (Wild Bunch Distribution) et en vidéo (Wild Side Vidéo), en Italie (BiM Distribuzione (it)), en Allemagne (Wild Bunch Germany et Central Film Verleih), en Espagne (Vértigo Films) et en Autriche (Wild Bunch Austria).
En outre, Wild Bunch s’est positionnée sur le marché de la distribution électronique de films en créant Filmo TV, un service de distribution VOD/SVOD. 
Wild Bunch a également une présence marquée dans le domaine de la production, en particulier par le biais de son label de production basé à Berlin Senator Film Produktion. 
Son bras armé dans le domaine de la distribution de séries TV, Wild Bunch TV, se développe en s'appuyant sur le savoir-faire du groupe  et a déjà plus de 10 séries TV distribuées et/ou coproduites à son actif. 

## Activité en France
Wild Bunch, société française avec 59 766 300 euros de chiffre d'affaires réalisé en 2017 est le 6e producteur en France (derrière Studiocanal, Gaumont, Endemolshine, Europacorp et Valerian)[source insuffisante].

## Catalogue
Caractérisée par une ligne éditoriale variée, la société offre un choix de films constamment renouvelés et novateurs, issus du monde entier, en investissant dans des films locaux européens, des films indépendants américains ou internationaux.

### Principales distinctions des films distribués ou vendus par Wild Bunch

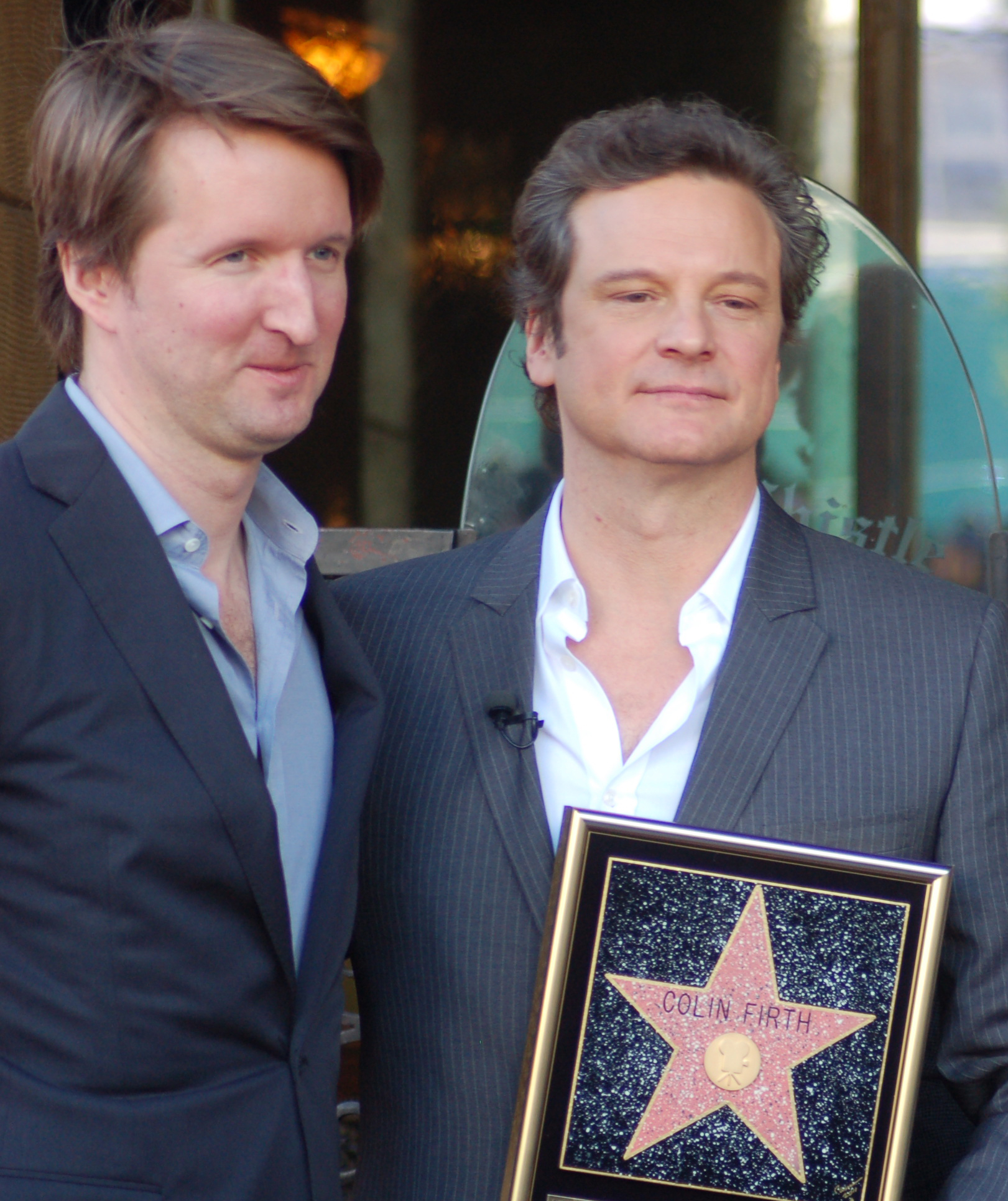
Tom Hooper et Colin Firth, primés pour Le Discours d'un Roi

#### Oscars
- The Artist de Michel Hazanavicius en 2012 : Oscar du meilleur film pour Thomas Langmann, Oscar du meilleur réalisateur pour Michel Hazanavicius, Oscar du meilleur acteur pour Jean Dujardin, Oscar de la meilleure musique pour Ludovic Bource et Oscar des meilleurs costumes pour Mark Bridges.
- Le Discours d'un Roi de Tom Hooper en 2011 : Oscar du meilleur film, Oscar du meilleur réalisateur pour Tom Hooper, Oscar du meilleur acteur pour Colin Firth et Oscar du meilleur scénario original.
- Le Labyrinthe de Pan de Guillermo del Toro en 2007 : Oscar de la meilleure direction artistique et Oscar de la meilleure photographie.
- La Marche de l'empereur de Luc Jacquet en 2006 : Oscar du meilleur film documentaire.
- Le Voyage de Chihiro de Hayao Miyazaki en 2003 : Oscar du meilleur film d'animation.

#### Festival de Cannes

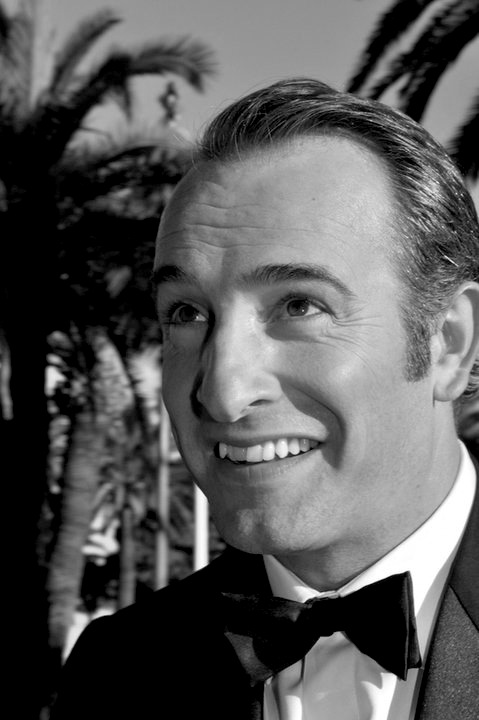
Jean Dujardin au Festival de Cannes 2011, lors de la présentation du film The Artist en compétition

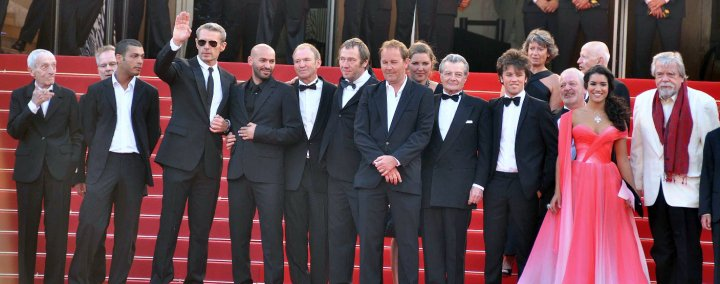
L'équipe du film Des Hommes et des Dieux au Festival de Cannes en 2010

- Adieu au langage de Jean-Luc Godard en 2014 : Prix du Jury
- La Vie d'Adèle d'Abdellatif Kechiche en 2013 : Palme d'or
- La Part des anges de Ken Loach en 2012 : Prix du Jury
- Au-delà des collines de Cristian Mungiu en 2012 : Prix du scénario et Prix d'interprétation féminine pour Cristina Flutur et Cosmina Stratan.
- Le Gamin au vélo des frères Dardenne en 2011 : Grand Prix
- The Artist de Michel Hazanavicius en 2011 : Prix d'interprétation masculine pour Jean Dujardin.
- Polisse de Maïwenn en 2011 : Prix du Jury.
- Des Hommes et des Dieux de Xavier Beauvois en 2010 : Grand Prix du Jury.
- 4 Mois, 3 semaines, 2 jours de Cristian Mungiu en 2007 : Palme d'Or.
- Fahrenheit 9/11 de Michael Moore en 2004 : Palme d'Or.
- Old Boy de Park Chan-wook en 2004 : Grand Prix du Jury.
- À cinq heures de l'après-midi de Samira Makhmalbaf en 2003 : Prix du jury.
- Ivre de femmes et de peinture de Im Kwon-taek en 2002 : Prix de la mise en scène.
- La Chambre du fils de Nanni Moretti en 2001 : Palme d'Or.
- Le Tableau noir de Samira Makhmalbaf en 2000 : Prix du Jury.

#### Mostra de Venise
- Mr. Nobody de Jaco Van Dormael en 2009 : Osella d'Or.
- The Wrestler de Darren Aronofsky en 2008 : Lion d'Or.
- Golden Door de Emanuele Crialese en 2006 : Lion d'Argent de la Révélation.
- Mary d'Abel Ferrara en 2005 : Grand prix spécial du Jury.
- The Magdalene Sisters de Peter Mullan en 2002 : Lion d'Or.

#### Berlinale
- La Saveur de la pastèque de Tsai Ming-liang en 2005 : Ours d'Argent de la Meilleure contribution artistique.
- Le Voyage de Chihiro de Hayao Miyazaki en 2003 : Ours d'Or.

### Aperçu des films vendus ou distribués par Wild Bunch
Wild Bunch gère aujourd’hui un catalogue de plus de 2200 films et a ainsi distribué ou vendu de nombreux films parmi lesquels :
- 2002 : Huit Femmes de François Ozon, The Magdalene Sisters de Peter Mullan

- 2004 : Fahrenheit 9/11 de Michael Moore

- 2005 : Land of the Dead  de George Romero, Sin City de Robert Rodriguez et Frank Miller, La Marche de l'empereur de Luc Jacquet

- 2006 : Hors de prix de Pierre Salvadori, Le Labyrinthe de Pan de Guillermo del Toro

- 2007 : La Fille coupée en deux de Claude Chabrol

- 2008 : 
  - Un Conte de Noël d’Arnaud Desplechin, Che de Steven Soderbergh, Largo Winch de Jérôme Salle, Maradona d'Emir Kusturica,
  - Ponyo sur la falaise de Hayao Miyazaki, Two Lovers de James Gray, Vicky Cristina Barcelona de Woody Allen

- 2009 : Looking for Eric de Ken Loach, Le Petit Nicolas de Laurent Tirard, Paranormal Activity de Oren Peli, Nuits d'ivresse printanière de Lou Ye

- 2010 : 
  - Le Discours d'un Roi de Tom Hooper, Soleil trompeur 2 de Nikita Mikhalkov, Des Hommes et des Dieux de Xavier Beauvois
  - Film Socialisme de Jean-Luc Godard, The Killer Inside Me de Michael Winterbottom, Piranha 3D d’Alexandre Aja, Potiche de François Ozon

- 2011 : La Guerre est déclarée de Valérie Donzelli, Polisse de Maïwenn, Le Gamin au vélo des frères Dardenne, Largo Winch 2 de Jérôme Salle

- 2012 : Astérix et Obélix : Au service de Sa Majesté de Laurent Tirard, Shadow Dancer de James Marsh

- 2014 : Deux jours, une nuit des frères Dardenne, Jimmy's Hall de Ken Loach, Les Vacances du Petit Nicolas de Laurent Tirard, The Search de Michel Hazanavicius, Welcome to New York d'Abel Ferrara

- 2015 : Le Dernier Loup de Jean-Jacques Annaud

- 2021 : Théo et les métamorphoses de Damien Odoul

### Séries télévisées
- 2024 : Nudes sur Amazon Prime Video

## Origine du nom
The Wild Bunch ("La Horde sauvage" en français) est le titre d'un western (1969) de Sam Peckinpah, mais aussi le nom d'un groupe de gangsters que doit combattre Henry Fonda pour entrer dans la légende dans le film Mon nom est Personne (1973) de Tonino Valerii.